# Naissance en 925
Naissance
- 921
- 922
- 923
- 924
- 925
- 926
- 927
- 928
- 929

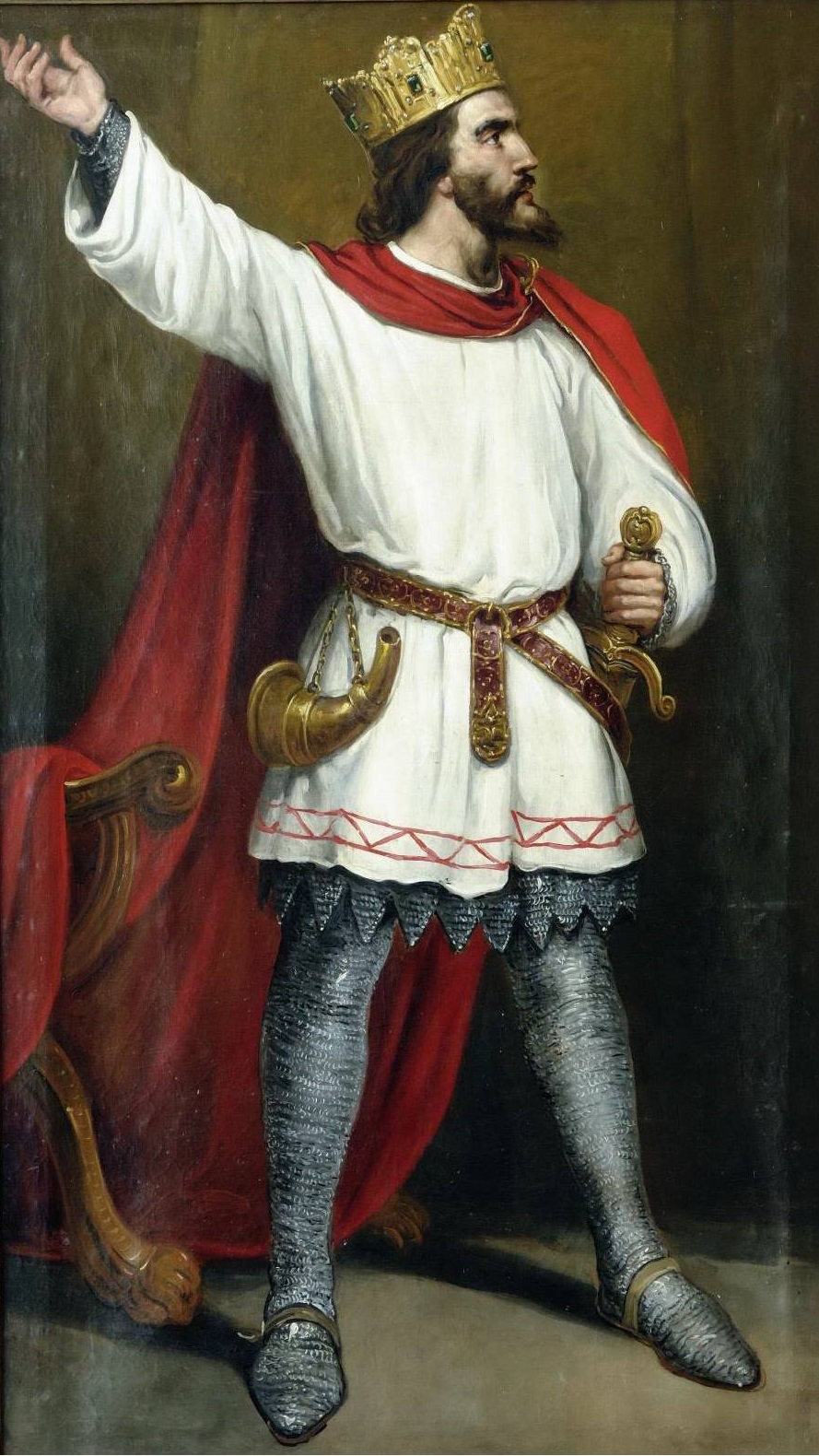
Ordoño III de León, né vers 925.

Cette page dresse une liste de personnalités nées au cours de  l'année 925 :
- Roscille de Blois, noble de Bretagne.
- Brunon de Cologne, dit le Grand, archevêque de Cologne et duc de Lotharingie.
- Widukind de Corvey, chroniqueur saxon.
- Gwangjong de Goryeo, 4e roi de Goryeo.
- Judith, duchesse de Bavière.
- Basile Lécapène, eunuque, parakimomène et administrateur de l'Empire byzantin entre 945 et 985.
- Fujiwara no Kanemichi, kugyo (noble japonais), en étant membre du clan Fujiwara, il est aussi l'un des régents Fujiwara étant donné qu'il a obtenu les postes de régence de sessho et de kampaku.
- Li Fang, écrivain, intellectuel et fonctionnaire érudit chinois.
- Pan Mei, militaire et homme d'état dans les premières années de la Chine impériale sous la Dynastie Song.
- Qian Hongzun (en), héritière apparente du trône des Cinq Dynasties et des Dix Royaumes.
- Jean Ier Tzimiskès, empereur byzantin associé.

date incertaine (vers 925)
- Conrad III de Bourgogne, roi d'Arles ou des Deux Bourgognes.
- Gerberge de Lorraine (en), femme de Mégingoz de Gueldre.
- Ordoño III de León,  roi de León, des Asturies et de Galice.

## Crédit d'auteurs
- Cet article est partiellement ou en totalité issu de l'article intitulé « 925 » (voir la liste des auteurs).